# Илке Вилуда
Илке Вилуда (Лајпциг, 28. март 1969 — Хале, 1. децембар 2024) била је источнонемачка, касније немачка атлетичарка, која се специјализовала за бацање диска. Њен највећи успех била је победа на Летњим олимпијским играма 1996. у Атланти.

## Спортска каријера
Као јуниорка је тренирала бацање кугле, а опробала се и у бацању кладива. У обе дисциплине освајала је медаље на међународним такмичењима за јуниоре. Затим се фокусирала на бацање диска. Поготово после освајања 1. Светског првенства за јуниоре 1986. (млађи од 20 година) у Атини. У квалификацијама (незваничном такмичењу) у Источној Немачкој за одлазак на Олимпијске игре 1988. у Сеулу, бацила је диск 75,36 м, што би био други резултат свих времена, али је изгубила од Мартине Хелман и није се квалификовала.
Дана 13. септембра 1988. у Берлину бацила је диск 74,40 метара, што је и светски јуниорски рекорд. У 1990. победама је на Европском првенству у Сплиту. Сматра се једном од најбољих бацачица диска свих времена, зато што је постигла 41 победу заредом, све док је није победила Бугарка Цветанка Христова на Светском првенству 1991. у Токију.
Након разочаравајућих Летњих олимпијских игара 1992. године, где је освојила скромно девето место, уз неколико повреда, нову победничку серију почела је 1994. године. Победнички низ крунисан је победом на Олимпијским играма 1996. године, након које је уследила нова пауза изнуђена повредом. Пропустила је читаву сезону 1997. Успела је поново да се врати на међународну сцену али без нових медаља.

## Значајнији резултати
| Год.                         | Такмичење                    | Место                        | Плас.                        | Рез.                         |                              |
| Дисциплина Бацање диска      | Дисциплина Бацање диска      | Дисциплина Бацање диска      | Дисциплина Бацање диска      | Дисциплина Бацање диска      | Дисциплина Бацање диска      |
| Представљала Источну Немачку | Представљала Источну Немачку | Представљала Источну Немачку | Представљала Источну Немачку | Представљала Источну Немачку | Представљала Источну Немачку |
| ---------------------------- | ---------------------------- | ---------------------------- | ---------------------------- | ---------------------------- | ---------------------------- |
| 1986                         | Светско јуниорско првенство  | Атина, Грчка                 |                              | 64,02 м                      |                              |
| 1987                         | Светско првенство            | Рим, Италија                 | 4.                           | 68,20 м                      |                              |
| 1988                         | Светско јуниорско првенство  | Велики Садбери, Канада       |                              | 68,24 м                      |                              |
| 1989                         | Светски куп                  | Барселона Шпанија            |                              | 71.54 м                      |                              |
| 1990                         | Игре добре воље              | Сијетл, САД                  | 1.                           | 68,08 м                      |                              |
| 1990                         | Европско првенство           | Сплит, Југославија           |                              | 68,46 м                      |                              |
| Представљала Немачку         |                              |                              |                              |                              |                              |
| 1991                         | Светско првенство            | Токио, Јапан                 |                              | 69,12 м                      |                              |
| 1992                         | Олимпијске игре              | Барселона. Шпанија           | 9.                           | 62,16 м                      |                              |
| 1994                         | Европско првенство           | Хелсинки, Финска             |                              | 68,72 м                      |                              |
| 1994                         | Светски куп                  | Лондон, Уједињено Краљевство |                              | 65,30 м                      |                              |
| 1995                         | Светско првенство            | Гетеборг, Шведска            |                              | 67,20 м                      |                              |
| 1996                         | Олимпијске игре              | Атланта. САД                 |                              | 69,66 м                      |                              |
| 1996                         | ИААФ Гран при финале         | Милано, Италија              | 1.                           | 64,74 м                      |                              |
| 2000                         | Олимпијске игре              | Сиднеј. Аустралија           | 7.                           | 63,16 м                      |                              |

## Лични рекорд
| Дисциплина   | Резултат | датум         | Место           | Белешка |
| ------------ | -------- | ------------- | --------------- | ------- |
| Бацање кугле | 20,23    | 16. јул 1988. | Карл Маркс Штат |         |
| Бацање диска | 74,56    | 23. јул 1989. | Нојбранденбург  |         |

Лични рекорд Илке Вилуде 74,56 м је трећи резултат свих времена у бацању диска за жене.